# Galič
Galič je priimek v Sloveniji, ki ga je po podatkih Statističnega urada Republike Slovenije na dan 1. januarja 2010 uporabljalo 238  oseb in je med vsemi priimki po pogostosti uporabe uvrščen na 1.741. mesto.

## Znani nosilci priimka
- Abubekrin Galič (*1980), boksar
- Aleš Galič (*1968), pravnik, univ. prof.
- Cita Galič (r. Zakonjšek), citrarka
- Franc Galič (1929—1982), matematik, pedagog
- Ivan Galič - Jovo Gorjanc (1915—1976), partizanski poveljnik
- Jože Galič, narodnozabavni glasbenik, besedilopisec in TV-voditelj
- Marinko Galič (*1970), nogometaš
- Nastja Galič in Metka Galič, karateistki
- Štefan Galič (1944—1997), slikar in grafik
- Teo Galič, vaterpolist